# シカゴ (ミュージカル)
『シカゴ』（Chicago）は、ジョン・カンダー作曲、フレッド・エッブ作詞、フレッド・エッブおよびボブ・フォッシー脚本によるアメリカ合衆国のミュージカル。禁酒法時代のイリノイ州シカゴを舞台に、記者のモウリン・ダラス・ワトキンスが調査した実際の犯罪および犯罪者を題材にした演劇『シカゴ』を基にしている。物語は刑事司法陣営の政治腐敗の風刺および著名な犯罪者の概念について描かれている。
1975年にオリジナルのブロードウエイ公演が46番通り劇場にて初演され、1977年までに936公演上演された。オリジナルではボブ・フォッシーが振付も手掛け、彼のスタイルがこの作品に如実に表現されている。1979年、ウェスト・エンドに進出して600公演上演され、1996年ブロードウエイで再演され、その1年後にウェスト・エンドでも再演された。
ブロードウエイ再演では7,300回以上を上演し、再演ミュージカル作品では最長、ブロードウエイ史上アメリカのミュージカルで最長、ブロードウエイ史上海外作品も合わせると『オペラ座の怪人』、『キャッツ』に続き第3位のロングラン公演の記録を持っている。ウェスト・エンドでの再演は15年近く続き、ウェスト・エンド史上アメリカのミュージカル作品で最長の記録を持っており、他に国内外のツアー公演も行っている。アカデミー賞を受賞した映画版『シカゴ』はロブ・マーシャル監督、レネー・ゼルウィガー、キャサリン・ゼタ＝ジョーンズ、リチャード・ギア、ジョン・C・ライリー、クイーン・ラティファ主演で製作された。

## 概要
ミュージカル『シカゴ』はジャズ全盛期時代、『シカゴ・トリビューン』紙で1924年のビューラ・アナンとベルヴァ・ガートナーの裁判を取材した女性記者のモウリン・ダラス・ワトキンスが、これにヒントを得て執筆した脚本『シカゴ』を基にした辛口コメディである。1920年代初頭、シカゴの報道機関や民衆はこの2人の女性殺人犯に釘付けになっていた。当時女性が恋人や夫を殺害するニュースはとても注目を集める題材であった。この2つの事例はジャズ・エイジの女性観を変え、クック郡において陪審員による女性殺人犯の無罪放免が続く結果となった。当時の陪審員は全て男性であり、有罪を受けた殺人犯は通常絞首刑となっていた。シカゴでは女性らしいあるいは魅力的な女性は有罪判決とならなかったと伝えられている。当時『シカゴ・トリビューン』紙は女性被告の判決がどうあれ検察官を持ち上げる傾向があった。ライバルであるハースト・コーポレーション社の出版物はより被告寄りであり、女性記者は女性被告の立場、魅力、贖罪、品位に注目し、「泣きの尼」と嘲笑されていた。それぞれスタンスは違っていたが、メディアは女性被告をセレブリティとして扱うことがあった。
ロキシー・ハートのモデルとなったアナンは1924年4月3日、ハリー・カルステットを殺害した当時23歳であった。『シカゴ・トリビューン』紙はアナンはフォックストロットのレコード『Hula Lou』を2時間かけ続けた後、夫に自分を襲おうとした男を殺害したと電話したと報じた。1924年5月25日、アナンは無罪となった。ヴェルマ・ケリーのモデルとなったガートナーはキャバレーの歌手で離婚経験があった。1924年5月12日、ガートナーが遺棄した車の中でハンドルに被さるように前屈みで亡くなっていたウォルター・ロウが発見された。2人の警察官が女性が車に押し入り、直後に銃声を聞いたという証言を得た。ジンの瓶と自動拳銃が車の床から見つかった。1924年6月6日、ガートナーは無罪となった。弁護士のウイリアム・スコット・スチュワートとW・W・オブライアンがビリー・フリンのモデルとなった。
これら2件の裁判を報じたワトキンスの扇情的なコラムは人気となり、彼女はこれを基に演劇の脚本を執筆することを決心した。この演劇は民衆の人気と批評家の賞賛を受け、1926年にブロードウエイに進出し、172公演を上演した。1927年、セシル・B・デミルのプロデュースによるサイレント映画『シカゴ』がロキシー役にフィリス・フェイヴァー、ヴェルマ役にジュリア・フェイが配役されて製作された。1942年、サイレント映画『ロキシー・ハート』としてジンジャー・ロジャース主演でリメイクされた。ただしこの版ではロキシーは無実の罪を着せられている。
1960年代、グウェン・ヴァードンが脚本を読み、夫のボブ・フォッシーにミュージカル化できるか尋ねた。フォッシーは脚本家のワトキンスに何度も権利の購入を依頼したが、彼女は断り続けた。彼女が亡くなる前に新生信者となり、彼女の脚本が人生をより魅力的なものにしてくれると信じるようになった。1969年に彼女が亡くなると、脚本の権利がプロデューサーのリチャード・フライヤー、ヴァードン、フォッシーに売却された。ジョン・ケンダーとフレッド・エブは伝統的なヴォードヴィルの曲や役者をモデルにミュージカル版の楽譜に取り掛かった。概要は「正義」、「ショー・ビジネス」と現代社会の対比をはっきり描くこととなった。エブとフォッシーはミュージカル版の脚本を執筆し、フォッシーは演出と振付も行なった。
舞台では特に鬼才ボブ・フォッシーの振り付けによるゴージャスでダイナミックなダンスが特徴的である。
映画版は2003年の第75回アカデミー賞の作品賞、第60回ゴールデングローブ賞の作品賞も受賞している。なお、映画版では主役をロキシー・ハートとし、舞台版の楽曲は数曲カットされている。

## ストーリー
第1幕
1920年代中期、ジャズ全盛期のアメリカ合衆国イリノイ州シカゴで、ヴォードヴィリアンのヴェルマ・ケリーは夫と妹が浮気をしているのを目撃して2人を殺害し、彼女は観客を歓迎する(『All That Jazz 』)。その頃コーラス・ガールのロキシー・ハートは彼女を捨てたナイトクラブの常連客で愛人のフレッド・ケイスリーを射殺し逮捕される。
ロキシーは強盗を撃ったのだと語り、お人よしの夫エイモスは気軽に責任を買って出たため、ロキシーは夫の頭が弱いことに感謝する(『Funny Honey 』)。しかし警察が被害者の名を明かすとエイモスは遅ればせながらも事情を把握し、真実が明らかになったためにロキシーは逮捕される。彼女がクック郡刑務所女子棟に送られると、その監獄には元ナイトクラブの歌姫ヴェルマ・ケリーのほか、殺人者たちが収監されている(『Cell Block Tango 』)。ここは需要に応えた相互扶助で贈収賄を行なう看守ママ・モートンに牛耳られている(『When You're Good to Mama 』)。彼女はヴェルマがヴォードヴィルに華々しく復帰するようにエージェント業も行ない、メディアの「今週の殺人者」のトップになるよう働きかける。
悪徳敏腕弁護士ビリー・フリンの力でメディアの注目を一身に集め、監獄の中にいながらもスターとなっていたヴェルマは、浮気をしていた夫と妹を殺しておきながら、ビリーのマスコミ操作で無罪になる日も近い。ロキシーは憧れのヴェルマに近づこうとするが、相手にもされない。ヴェルマはロキシーがスポットライトだけでなく悪徳敏腕弁護士ビリー・フリンを奪ったことが気に入らない。看守ママ・モートンの手引きを受けたロキシーは 、エイモスに金を出させてビリー・フリンを雇う(『A Tap Dance 』).。多くの女性依頼者にお願いされ、ビリーはダンサーおよびコーラスと共に歌う(『All I Care About is Love 』)。ビリーはロキシーを担当することになり、同情的なタブロイドのコラムニストであるメアリー・サンシャインにより、彼女の身の上話が作り上げられる(『A Little Bit of Good 』)。ロキシーの記者会見では、ロキシーは口を動かすだけで言葉は発さず、ビリーが新たに作り上げた「真実」が腹話術で語られる(『We Both Reached for the Gun 』)。ビリーがでっちあげた正当防衛の筋立てが功を奏し、悲劇のヒロインとして一世を風靡するロキシー。スポットライトから外され、今度は嫉妬する側になったヴェルマ。
ロキシーはシカゴの新たな有名人となり、将来のヴォードヴィルでの活躍を自慢げに語る(『Roxie 』)。ロキシーの名声は上がる一方ヴェルマの評判は下がり、スターの座を奪われたヴェルマは思い切ってロキシーにデュエットを持ちかけるが今度は自分が相手にされない(『I Can't Do It Alone 』)。そんな中、新たな女性殺人犯の令嬢キティが登場し、マスコミの関心はそちらに移ってしまう。ロキシーとヴェルマはそれぞれ自分以外に誰も頼りにできないと悟り(『My Own Best Friend 』)、ロキシーは咄嗟に「妊娠中」と嘘の告白をし、スターの座に返り咲く。
第2幕
ヴェルマは女優のテキサス・ガイナンがよく使っていた「Hello, Suckers 」という挨拶を使い、再度人気が上がる。彼女はロキシーが見え透いた嘘をついたにもかかわらず (『Me and My Baby 』)、幸運が続いていることを語る(『I Know a Girl 』)。頭の弱いエイモスは自分が父親になることを喜ぶが、誰も彼の存在に気付かない(『Mr. Cellophane 』)。ヴェルマはビリーに裁判の計画を語る (『When Velma Takes The Stand 』)。ロキシーはこれに不満を持ち、ビリーと大喧嘩をして彼を解雇する。彼女は監獄内の女性が絞首刑を実行されることを知り、解雇を覆す。
裁判日が決まり、ビリーは裁判をショーとしてうまく演じれば全てうまくいくと語り(『Razzle Dazzle 』)、靴のラインストーンのバックルに至るまでヴェルマが計画した裁判のアイデアをロキシーに全て与え、ヴェルマとママ・モートンは驚愕する(『Class 』)。約束通り、ビリーはロキシーの無罪を勝ち取ったが、常に新しいスキャンダルを追い回しているマスコミは劇的な判決結果にもロキシーの存在にも無関心で、ロキシーはセレブリティの座から転落する。裁判をショービジネスと考えるビリーは、相変わらず意欲的に悪徳弁護を続けている。エイモスは彼女の味方であったが、実は妊娠していないことを明かすと彼も去ってしまう。ロキシーは立ち上がり、前向きに生きていくことを決心する(『Nowadays 』)。新たなショーでヴェルマとタッグを組んで歌い踊り("Hot Honey Rag")、出演者全員が登場して大団円を迎える(『Finale 』)。

## ミュージカル・ナンバー

### 1975年、オリジナル・ブロードウェイ・プロダクション
| 第1幕 - "Overture" – オーケストラ - "All That Jazz" – ヴェルマ・ケリー、カンパニー - "Funny Honey" – ロキシー - "Cell Block Tango" – ヴェルマ、女性たち - "When You're Good to Mama" – ママ・モートン - "No" - ロキシー、男性たち - "All I Care About" – ビリー・フリン、女性たち - "A Little Bit of Good" – メアリー・サンシャイン - "We Both Reached for the Gun" – ビリー、ロキシー、メアリー・サンシャイン - "Roxie" – ロキシー、男性たち - "I Can't Do It Alone" – ヴェルマ - "Chicago After Midnight" – オーケストラ - "My Own Best Friend" – ロキシー、ヴェルマ | 第2幕 - "Entr'acte" – オーケストラ - "I Know a Girl" – ヴェルマ - "Me and My Baby" – ロキシー、カンパニー - "Mr. Cellophane" – エイモス - "When Velma Takes the Stand" – ヴェルマ、男性たち - "Razzle Dazzle" – ビリー、カンパニー - "Class" – ヴェルマ、モートン - "Nowadays" - ロキシー - "Finale: Nowadays/Keep It Hot" - ロキシー、ヴェルマ |

### 1996年、再演
| 第1幕 - "Overture" – オーケストラ - "All That Jazz" – ヴェルマ・ケリー、カンパニー - "Funny Honey" – ロキシー・ハート - "Cell Block Tango" – ヴェルマ、女性殺人犯たち - "When You're Good to Mama" – ママ・モートン - "All I Care About" – ビリー・フリン、女性たち - "A Little Bit of Good" – メアリー・サンシャイン - "We Both Reached for the Gun" – ビリー、ロキシー、メアリー、記者たち - "Roxie" – ロキシー、男性たち - "I Can't Do It Alone" – ヴェルマ - "I Can't Do It Alone (リプライズ)" - ヴェルマ - "Chicago After Midnight" – オーケストラ - "My Own Best Friend" – ロキシー、ヴェルマ - "Finale Act I: All That Jazz (リプライズ)" - ヴェルマ | 第2幕 - "Entr'acte" – オーケストラ - "I Know a Girl" – ヴェルマ - "Me and My Baby" – ロキシー、カンパニー - "Mr. Cellophane" – エイモス・ハート - "When Velma Takes the Stand" – ヴェルマ、男性たち - "Razzle Dazzle" – ビリー、カンパニー - "Class" – ヴェルマ、ママ・モートン - "Nowadays/Hot Honey Rag" – ヴェルマ、ロキシー - "Finale Act II: All That Jazz (リプライズ)" – カンパニー |

### 日本公演
| 第1幕 1. オーヴァーチュア 2. オール・ザット・ジャズ （ヴェルマ&カンパニー） 3. ファニー・ハニー （ロキシー） 4. セル・ブロック・タンゴ （ヴェルマ&女囚達） 5. ホエン・ユーア・グッド・トゥ・ママ （ママ・モートン） 6. 私にとって大切なのは （ビリー&女達） 7. ア・リトル・ビット・オブ・グッド （メアリー・サンシャイン） 8. ウイ・ボース・リーチド・フォア・ザ・ガン （ビリー） 9. ロキシー （ロキシー） 10. アイ・キャント・ドゥ・イット・アローン （ヴェルマ） 11. 一番の親友 （ロキシー&ヴェルマ） 12. 1幕のフィナーレ | 第2幕 1. 前奏曲 2. アイ・ノウ・ア・ガール （ヴェルマ） 3. ミー・アンド・マイ・ベイビー （ロキシー） 4. ミスター・セロファン （エイモス） 5. ホエン・ヴェルマ・テイクス・ザ・スタンド （ヴェルマ） 6. ラズル・ダズル （ビリー&カンパニー） 7. お上品 （ヴェルマ&ママ・モートン） 8. 近ごろは （ロキシー&ヴェルマ） 9. ホット・ハニー・ラグ （ロキシー&ヴェルマ） 10. フィナーレ （カンパニー） |

## 主要登場人物
- ロキシー・ハート（英語版）：ヴォードヴィリアンを目指すが口論の末に愛人を殺害し刑務所入りしてしまう。
- ヴェルマ・ケリー（英語版） ：ヴォードヴィリアンで浮気をした夫と妹を殺害して裁判にかけられる。ビリー・フリン弁護士を雇い、ロキシーをライバル視する。
- ビリー・フリン（英語版）：ヴェルマとロキシーの弁護士。裁判には全勝でマスコミ操作に長けている。クライアントをセレブリティに仕立て上げて世の中を騒がせる。
- エイモス・ハート：ロキシーの夫。温厚で忠実な性格。
- 看守ママ・モートン：クック郡刑務所の女性看守。
- メアリー・サンシャイン：ロキシーとヴェルマ双方の裁判を追う新聞記者。多くのプロダクションで上演最後に実は男性であることが明かされる。

## 楽曲および舞台
フレッド・エブによると、彼は「登場人物はパフォーマーである。ロキシーはヘレン・モーガン、ヴェルマはテキサス・ガイナン、ビリー・フリンはテッド・ルイス、ママ・モートンはソフィ・タッカーというように作品内のどの曲でも誰かがモデルになっている」ため、ヴォードヴィル形式で脚本を執筆した。ケンダーは作品がヴォードヴィルと呼ばれる所以について「私達が手掛けた曲の多くはエブが示したパフォーマーだけでなく、エディ・ケンターやバート・ウイリアムズにも関連しているから」と語った。
ミュージカル『シカゴ』は当初より製作者たちの話し合いにより展開していった。
『Razzle Dazzle 』の2回の指スナップはエブがケンダーに提案して付け加えられた。ケンダーは「指スナップを追加してボブに聞かせる前、エブが確固たる自信を持って「2回の指スナップを入れてみよう。ボビーもきっと気に入るよ」と語った。私達はそれらを追加し、彼がこれを聞いた瞬間、彼はこの曲が気に入ったのだ」と語った。リハーサル中、『Razzle Dazzle 』は裁判所の階段での乱痴気騒ぎとなる予定となった。フォッシーはこの演出についてジェリー・オーバックと、曲の中にブレヒト流の繊細な内面が足りないと感じたと話し合い、却下となった。
当初のフィナーレはグウェン・ヴァードンとチタ・リヴェラによる『Loopin' the Loop 』であった。しかし「このシーンは陳腐に見えるため、フォッシーは美しいドレスでより魅力的なシーンになるように頼んだ」。このシーンはカットされ、『Nowadays 』に置き換えられた。『Loopin' the Loop 』の一部はカット後も序曲内で聞くことができる。この曲の他の部分は『Keep It Hot 』、『RSVP 』で使用されたがこれらもフィナーレでは使われていない。
他の登場人物では、デイヴィッド・ラウンズにより演じられた劇場エージェントのハリー・グラスマンは著名な囚人から搾取して利益を得る役柄であった。彼はまた劇中ショーのMCも務めていた。この役と曲『Ten Percent 』はカットされ、役はマトロン・ママ・モートンに置き換えられ、コーラス・メンバーがMCも兼ねることになった。
フォッシーは『Class 』の歌詞が攻撃的過ぎるとして、ケンダーとエブのオリジナルの歌詞をチェックした。オリジナルの「男は全て鬱陶しい/女は全て頭が弱い」という歌詞は2002年の映画で復活される予定だったが、公開時には曲ごとカットされた。

## プロダクション

### 1975年、オリジナル・ブロードウエイ・プロダクション
1975年6月3日、ミュージカル・ヴォードヴィル『シカゴ』が46番通り劇場(現リチャード・ロジャーズ劇場)で開幕し、936公演上演後、1977年8月27日に閉幕した。開幕時の公演はヴェルマ・ケリー役にチタ・リヴェラ、ロキシー・ハート役にグウェン・ヴァードン、ビリー・フリン役にジェリー・オーバック、エイモス・ハート役にバーニー・マーティンが配役された。ヴェルマ・ケリーは当初比較的マイナーなキャラクターであったが、ロキシー・ハート役のグウェン・ヴァードンに対するチタ・リヴェラの演技でバランスよく厚みが加えられた。
作品は賛否両論であった。ブレヒト流の演出は時々第四の壁を取り去り、観客を困惑させた。ジェイムス・リーヴによると、「『シカゴ』は皮肉と破壊を兼ね備え、アメリカ文化の伝承を用いてアメリカのセレブリティ文化に一石を投じた」。
同年、マイケル・ベネット演出および振付による『コーラスライン』が開幕して高い評価を受け、『シカゴ』は興行収入でもトニー賞レースでも敗北した。閉幕が近づいた頃、グウェン・ヴァードンはフィナーレの最中に誤って羽根を吸い込んでしまい、咽喉の手術を受けた。スタッフ陣は上演中止を検討したが、ライザ・ミネリが代役を買って出て続行された。ミネリの代役は1ヶ月続いて作品の人気は大いに上がり、ヴァードンが回復すると復帰した。公演期間終盤、アン・ランキンもヴァードンの代役で出演し、1996年の再演にも出演して高い評価を受けただけでなくフォッシーのスタイルでの振付を行なうこととなった。

### 1979年、ウエスト・エンド・プロダクション
1979年4月、ロンドンのケンブリッジ・シアターで最初のウエスト・エンド公演が開幕し、約600公演上演された。ヴェルマ・ケリー役にジェニー・ローガン、ビリー役にベン・クロス、ロキシー・ハート役にアントニア・エリスが配役された。ローレンス・オリヴィエ賞において、ミュージカル作品賞、およびミュージカル女優賞にエリスが、ミュージカル男優賞にクロスがノミネートされた。

### 1996年、ブロードウエイ再演
1996年5月、ニューヨーク・シティ・センターで行なわれた『アンコール!』シリーズにおいてコンサート形式で上演された。このシリーズは忘れてはならない古いミュージカルに再び注目を集めるために行なわれている。このプロダクションはウォルター・ボビー演出、ボブ・フォッシーの愛弟子アン・ラインキング振付で、ラインキングはロキシー・ハート役も演じた。数年前のオリジナル公演でヴァードンの代役でロキシー役を演じた彼女は再演時46歳でロキシー役を演じた。他にヴェルマ・ケリー役にビビ・ニューワース、エイモス・ハート役にジョエル・グレイ、ビリー・フリン役にジェイムス・ノートンが配役された。脚本はオリジナルのままで、振付はいくつかは当時のものを再現した。公演は賞賛を受け、『ニューヨーク・デイリーニューズ』のハワード・キセルは「オリジナルより印象的だった」と記し、『ニューヨーク・タイムズ』のベン・ブラントリーは「フォッシーの名言に「観客との愛」がある。ランキン氏と出演者たちはまさにこれを表現していた。『シカゴ』は皮肉が過ぎ、作品の寒さを感じて特に第2幕には弱さがあったが、出演者がこれらを吹き飛ばしてくれた」と記した。1996年5月10日までに、ブロードウエイ再演が検討され、『シカゴ』再演をブロードウエイで上演しようという動きが出てきた。ロッコ・ランデスマンはフラン&バリー・ワイスラーと共にこの夏マーティン・ベック劇場で上演したいと語っていた。

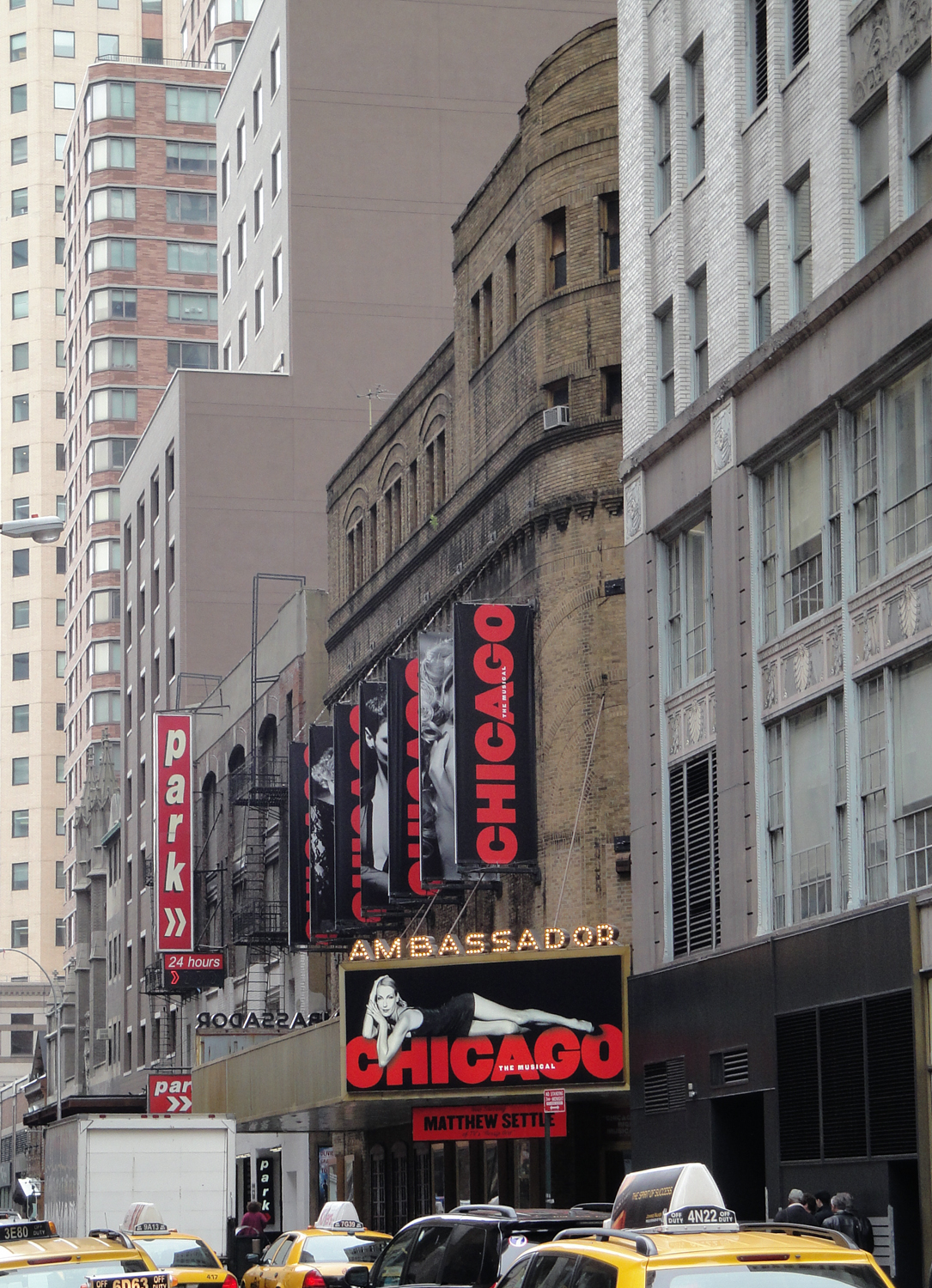
ニューヨークの アンバサダー劇場で上演された『シカゴ』（2010年）

バリーとフラン・ワイスラーはすぐに改訂や展開を施した後、ミュージカル・ヴォードヴィル『シカゴ』からミュージカル『シカゴ』と名を変え、ブロードウエイでコンサート形式の『シカゴ』を上演したが、衣装や装置も簡素なものでより良い次の公演を期待させるものであった。陪審員席を思わせる一画が舞台中央にあり、バンドがその中に位置し、その周りや中で役者が演じる。またこの一画の横には椅子が配置され、出番でない時には役者が座る。1996年11月14日、リチャード・ロジャース劇場でデイヴィッド・トンプソンによる新たな脚本で開幕し、ミュージカル史上最速で初期費用を回収したが、舞台装置の簡素化も要因とされる。
初演のミュージカル・ヴォードヴィル『シカゴ』と違い、ミュージカル『シカゴ』は観客および批評家からの評価は高かった。O・J・シンプソン事件などで時代が変わり、セレブリティ犯罪者を題材とした公演を観客が容認するようになってきていた。
翌年の1997年度にはトニー賞、8部門ノミネート、再演ミュージカル作品賞、ビビ・ニューワースにミュージカル主演女優賞、ジェイムス・ノートンにミュージカル主演男優賞、ケン・ビリントンにミュージカル照明デザイン賞、ウォルター・ボビーにミュージカル演出賞、アン・ランキンに振付賞の6部門受賞に輝き、2008年に『南太平洋』が7部門受賞するまでブロードウエイ再演史上最多であった。エイモス役で助演男優賞にノミネートされたジョエル・グレイも有力視されていたが、選考委員会はエイモス役は助演ではなく主演ではないかという問題が発生し、選考から外れてしまった。
2014年10月5日現在7,429公演上演しており、ブロードウエイ再演史上最長のロングラン公演記録を保持している。新記録樹立の際、アン・ランキン、ビビ・ニューワース、ジェイムス・ノートン、ジョエル・グレイがカメオ出演した。2014年11月23日、『キャッツ』に続き2番目にブロードウエイ史上最長公演作品となる予定である。これまで、1975年オリジナル公演当時46番通り劇場と呼ばれていたリチャード・ロジャース劇場、シュバート劇場、アンバサダー劇場と上演地を変えてきた。1997年1月28日、再演出演者によるキャスト・レコーディングが出版され、1998年のグラミー賞でミュージカル・シアター・アルバム賞を受賞した。
この長い上演期間の間に多くの著名人物が出演してきた。その一部を以下に示す。アッシャー, クリストファー・シーバー, シャーロット・ダンボイズ, マイケル・C・ホール, ロズ・ライアン, ジェリー・スプリンガー, ブルック・シールズ, デブラ・モンク, パトリック・スウェイジ, ビリー・レイ・サイラス, ケヴィン・リチャードソン, メロラ・ハーディン, グレッチェン・モル, リタ・ウィルソン, アラン・シック, メラニー・グリフィス, テイ・ディグス, キャロル・ウッズ, チャンドラ・ウィルソン, ジョン・オハリー, クリスティン・ペディ, アシュリー・シンプソン, アダム・パスカル, エイミー・スパンガー, レイ・ジマーマン, ウエンディ・ウイリアムズ、サマンサ・ハリス, マリル・ヘナー, ジェフ・マッカーシー, フィリップ・カスノフ, ルシー・ヘンシャル, クリスティ・ブリンクリー、トニー・ヤズベック, カラ・ジョガーディ、ソフィア・ベルガラ。

### 1997年、ウエスト・エンド再演
1997年11月18日、ロンドンのウエスト・エンドで再演が開幕した。ブロードウエイ再演同様、ウォルター・ボビーによる演出、ジョン・リー・ビーティによるデザイン、ボブ・フォッシーのスタイルでアン・ランキンによる振付で行なわれた。アデルフィ劇場で9年間上演され、2006年4月にケンブリッジ・シアターに移動した。オリジナル・キャストにはヴェルマ役にドイツ人ジャズ歌手ウテ・レンパー、ロキシー役にイギリス人女優ルシー・ヘンシャル、エイモス役にナイジェル・プラナー、ビリー役にヘンリー・グッドマンが配役された。1998年、オリヴィエ賞のミュージカル作品賞、レンパーがミュージカル女優賞を受賞した。レンパーとヘンシャルは双方ともブロードウエイでヴェルマ役を演じたことがある。
ウエスト・エンド再演ではブロードウエイ同様、多くの著名人が出演した。その一部を以下に示す。ビリー役にマーティ・ピロウ, デビッド・ハッセルホフ, ジョン・バロウマン, トニー・ヘイドリー、ジェリー・スプリンガー、ケヴィン・リチャードソン、アイアン・ケルシー。ロキシー役にマリア・フリードマン、ジョセフィーナ・ガブリエル、デニス・ヴァン・オウテン、クレア・スウィーニー、リンジー・ヘイトリー、フランセス・ラフル、ジェニファー・エリソン, ジル・ハーフペニー, ブルック・シールズ, サリー・アン・トリプレット、ボニー・ラングフォード、ティナ・アリーナ, アシュリー・シンプソン, アオイフ・マルホランド, ミシェル・ウィリアムズ、クリスティ・ブリンクリー。ウィリアムズはウエスト・エンド公演で初のアフリカ系アメリカ人ロキシーを演じた。ジェイムズ・ドアティがエイモス役に置き換えられた。
2011年8月27日、ケンブリッジ・シアターでの上演を終え、2011年11月7日、ガリック劇場でロキシー役にアメリカ・フェレーラが配役されて再度開幕した。2012年6月17日、ビリー・フリン役にロビン・カズンズが配役された。2012年9月1日、約15年の公演を終え閉幕した。閉幕後、続けてイギリス・ツアー公演が行われた。

### 北米ツアー
これまでのべ10回の北アメリカツアー公演が行われている。ブロードウエイ再演が開幕した6ヶ月後の1997年4月、オハイオ州シンシナティを皮切りに最初のツアー公演が行われた。ロキシー役にシャーロット・ダンボイズ、ヴェルマ役にジャスミン・ガイ、ビリー役にオバ・ババタンド、ママ・モートン役にキャロル・ウッズが配役された。1997年12月、フロリダ州タンパを皮切りに2回目のツアー公演が行われた。1999年秋に中断し、10月にコロラド州デンバーで再開した。ビリー役にロバート・ユーリック、ヴェルマ役にヴィッキ・ルイス、ロキシー役にナナ・ヴィジターが配役された。2000年10月、コネチカット州スタンフォードを皮切りに次のツアー公演が行われた。ビリー役にロバート・ユーリックが配役され、チタ・リヴェラが数週間参加した。
2003年6月、ワシントンD.C.のナショナル・シアターにて2003年度のツアー公演が開幕した。ヴェルマ役にブレンダ・バクストン、ロキシー役にビアンカ・マロキン、ビリー役にグレゴリー・ハリソンが配役された。2004年のツアーではアラン・シックとトム・ウォパットがビリー役に、キャロル・ウッズがママ・モートン役に配役された。2008年11月、ノースカロライナ州シャーロットでツアー公演が開始し、ビリー役にトム・ウォパット、ロキシー役にビアンカ・マロキン、ヴェルマ役にテラ・C・マクリード、ママ・モートン役にロズ・ライアン(後にキャロル・ウッズに交代)が配役された。2012年1月16日、ペルー人俳優マルコ・ズニーノがビリー役に配役された。

### 海外プロダクション
ブラジルにて公式プロダクションの公演が上演されている。プロモーション用写真はヴェルマ役がブロンドでロキシー役が黒髪である。映画ファンにとっては困惑するが、観客には好評である。
2012年6月16日、ペルーのリマにあるTeatro Municipal にてTati Alcántara , Denisse Dibós , Marco Zunino 主演でスペイン語による公演が上演された。
2013年、チリにあるTeatro Municipal of Las Condes にてオーストラリア人ダンサーのKaren Connolly 演出および振付によるスペイン語版が上演された。ヴェルマ役にDaniela Lhorente、ロキシー役にSigrid Alegría、ビリー役にÁlvaro Espinoza、エイモス役にGonzalo Muñoz-Lerner、ママ・モートン役にAlejandra León、メアリー・サンシャイン役にAndrés Sáez が配役された。
2014年、中国にてウエスト・エンド再演出演者を含む公式ツアーが計画された。出演者は帰国を余儀なくされ、彼らはツアー・プロデューサーによる契約不履行でツアー・マネージメントを訴えた。訴訟によると公演で照明、音響、小道具が設置されなかった。

### 日本公演
1999年にツアー公演が初来日して以降、2002年・2003年・2005年・2007年に来日公演が行なわれている。この項では日本人キャストの公演について述べる。
1983年（初演）
- 井原高忠が演出を担当し、シアターアプルにて上演。

1985年 - 1986年
- 帝国劇場、梅田コマ劇場、中日劇場にて上演。帝国劇場には凱旋公演として、再度1986年に上演。
- 演出・振付はトニー・スティーブンスが担当。
- ヴェルマ役の麻実れいは、これが宝塚歌劇団退団後の舞台初出演。

2008年・2010年
- 赤坂ACTシアターと梅田芸術劇場にて上演。
- ロキシー役の米倉涼子は、のちの2012年にブロードウェイでもデビューし6公演に出演。
- ヴェルマ役は2008年のときは和央ようかが務めたが、2010年にはアムラ＝フェイ・ライトに交代した。

2014年
- 宝塚歌劇団創立100周年を記念し、東京国際フォーラム、梅田芸術劇場、刈谷市総合文化センターにて上演。
- 宝塚歌劇団の卒業生でキャスティングされ、世界初女性だけのキャストによる上演と発表されていたが、メアリー・サンシャイン役には岡本知高が「T.OKAMOTO」としてクレジットされている。

2016年
- 2014年に公演された宝塚OGバージョンの再演で、ディヴィッド・H・コーク劇場での公演でも公演。リンカーン・センター側が批評を聞きつけて劇場提供となり、ブロードウェイ公演が実現した。
- ニューヨーク公演では、本編に引き続き、約20分のレビューショー「タカラヅカ・アンコール」が上演された。
- 日本では、東京国際フォーラム、梅田芸術劇場、神奈川芸術劇場でも公演。

## 主なキャスト

### オリジナル公演
| 役名                   | 1975年 ブロードウエイ公演 | 1979年 ウエスト・エンド公演 | 1996年 ブロードウエイ再演 | 1997年 ウエスト・エンド再演 |
| ---------------------- | ------------------------- | --------------------------- | ------------------------- | --------------------------- |
| ロキシー・ハート       | グウェン・ヴァードン      | アントニア・エリス          | アン・ランキン            | ルシー・ハンシェル          |
| ヴェルマ・ケリー       | チタ・リヴェラ            | ジェニー・ローガン          | ビビ・ニューワース        | ウテ・レンパー              |
| ビリー・フリン         | ジェリー・オーバック      | ベン・クロス                | ジェイムス・ノートン      | ヘンリー・グッドマン        |
| エイモス・ハート       | バーニー・マーティン      | ドン・フェロウズ            | ジョエル・グレイ          | ナイジェル・プラナー        |
| 看守ママ・モートン     | メアリー・マッカーティ    | ホープ・ジャックマン        | マーシャ・ルイス          | メグ・ジョンソン            |
| メアリー・サンシャイン | M・オホーヒー             | G・リオンズ                 | D・サベラ・ミルズ         | C・シャーヴェル             |

### ブロードウエイおよびウエスト・エンドでの他の著名な出演者
- 1997年6月24日〜、マリル・ヘナー(ロキシー・ハート役)[58]
- 1998年3月、アラン・シック(ビリー・フリン役)[59]
- 2002年9月19日〜11月5日、テイ・ディグス(ビリー・フリン役)[60]
- 2003年、マイケル・C・ホール(ビリー・フリン役)
- 2003年7月11日〜10月5日、メラニー・グリフィス(ロキシー・ハート役)[61]
- 2003年12月15日〜28日、パトリック・スウェイジ(ビリー・フリン役)[62]
- 2004年1月5日、グレッチェン・モル(ロキシー・ハート役)[63]
- 2005年4月(WE)、9月9日〜11月1日(BW)、ブルック・シールズ(ロキシー・ハート役)[64][65]
- 2006年6月12日〜8月20日、リタ・ウィルソン(ロキシー・ハート役)[66]
- 2006年8月22日〜10月1日、アッシャー(ビリー・フリン役)[67]
- 2008年12月29日〜2009年2月12日、メロラ・ハーディン(ロキシー・ハート役)[68]
- 2009年4月27日〜5月24日、6月1日〜7日、ソフィア・ベルガラ(ママ・モートン役)[69]
- 2009年6月8日〜7月5日、チャンドラ・ウィルソン(ママ・モートン役)[70]
- 2009年11月30日〜、アシュリー・シンプソン(ロキシー・ハート役)[71]
- 2011年4月8日〜6月19日、2012年4月6日〜4月27日、クリスティ・ブリンクリー(ロキシー・ハート役)[72]
- 2012年7月10日〜15日、米倉涼子(ロキシー・ハート役)[73]
- 2012年11月5日〜12月23日、ビリー・レイ・サイラス(ビリー・フリン役)[74]
- 2015年2月2日〜3月29日、ジェニファー・ネトルズ(シュガーランド)(ロキシー・ハート役)[75]
- 2015年4月28日〜6月21日、ブランディ(ロキシー・ハート役、予定)[76]
- 2015年10月26日〜11月8日、シャーロット・ケイト・フォックス(ロキシー・ハート役、予定)[77][78][79]。

### 日本版キャスト
| 役名               | 1983年     | 1985年 - 1986年                   | 2008年     | 2010年                 | 2014年                       | 2016年                       |
| ------------------ | ---------- | --------------------------------- | ---------- | ---------------------- | ---------------------------- | ---------------------------- |
| ロキシー・ハート   | 草笛光子   | 鳳蘭                              | 米倉涼子   | 米倉涼子               | 朝海ひかる 貴城けい 大和悠河 | 朝海ひかる 大和悠河          |
| ヴェルマ・ケリー   | 上月晃     | 麻実れい                          | 和央ようか | アムラ＝フェイ・ライト | 和央ようか 湖月わたる 水夏希 | 和央ようか 湖月わたる 水夏希 |
| ビリー・フリン     | 植木等     | 若林豪                            | 河村隆一   | 河村隆一               | 峰さを理 麻路さき 姿月あさと | 峰さを理 麻路さき 姿月あさと |
| エイモス・ハート   | 小野ヤスシ | 小鹿番                            | 金澤博     | 金澤博                 | 磯野千尋                     | 磯野千尋                     |
| 看守ママ・モートン | 諏訪マリー | 淀かほる (1985) 加茂さくら (1986) | 田中利花   | 田中利花               | 初風諄 ちあきしん            | 初風諄 杜けあき              |

## キャスト・レコーディング
世界数カ国で『シカゴ』のキャスト・レコーディングが出版されている。
- 1975年、オリジナル・ブロードウェイ・キャスト版[80]
- 1996年、ブロードウエイ再演版[81]
- 1998年、ウエスト・エンド再演版[82]
- 1997年、オーストリア公演(ドイツ語)ライヴ・キャスト・アルバム(with Anna Montanaro )
- 1999年、オランダ公演ライヴ・キャスト・アルバム2枚組(with Pia Douwes )

1999年オランダ公演アルバムは唯一フィナーレおよび、第1幕の『I Can't Do It Alone 』の最初の演奏とリプライズが収録されている。

## 受賞歴

### 1975年、オリジナル・ブロードウエイ・プロダクション
| 年   | 賞               | 部門                   | ノミネート者                     | 結果       |
| ---- | ---------------- | ---------------------- | -------------------------------- | ---------- |
| 1976 | トニー賞         | ミュージカル作品賞     | ミュージカル作品賞               | ノミネート |
| 1976 | トニー賞         | ミュージカル脚本賞     | ボブ・フォッシー、フレッド・エブ | ノミネート |
| 1976 | トニー賞         | オリジナル楽曲賞       | フレッド・エブ、ジョン・ケンダー | ノミネート |
| 1976 | トニー賞         | ミュージカル主演男優賞 | ジェリー・オーバック             | ノミネート |
| 1976 | トニー賞         | ミュージカル主演女優賞 | チタ・リヴェラ                   | ノミネート |
| 1976 | トニー賞         | ミュージカル主演女優賞 | グウェン・ヴァードン             | ノミネート |
| 1976 | トニー賞         | ミュージカル演出賞     | ボブ・フォッシー                 | ノミネート |
| 1976 | トニー賞         | 振付賞                 | ボブ・フォッシー                 | ノミネート |
| 1976 | トニー賞         | 装置デザイン賞         | トニー・ウォルトン               | ノミネート |
| 1976 | トニー賞         | 衣装デザイン賞         | パトリシア・ジプロット           | ノミネート |
| 1976 | トニー賞         | 照明デザイン賞         | ジュルス・フィッシャー           | ノミネート |
| 1976 | ドラマ・デスク賞 | ミュージカル男優賞     | ジェリー・オーバック             | ノミネート |
| 1976 | ドラマ・デスク賞 | 照明デザイン賞         | ジュルス・フィッシャー           | 受賞       |

### 1979年、オリジナル・ウエスト・エンド・プロダクション
| 年   | 賞                       | 部門               | ノミネート者       | 結果       |
| ---- | ------------------------ | ------------------ | ------------------ | ---------- |
| 1979 | ローレンス・オリヴィエ賞 | 新作ミュージカル賞 | 新作ミュージカル賞 | ノミネート |
| 1979 | ローレンス・オリヴィエ賞 | ミュージカル俳優賞 | ベン・クロス       | ノミネート |
| 1979 | ローレンス・オリヴィエ賞 | ミュージカル女優賞 | アントニア・エリス | ノミネート |

### 1996年、ブロードウエイ再演
| 年   | 賞               | 部門                   | ノミネート者                 | 結果       |
| ---- | ---------------- | ---------------------- | ---------------------------- | ---------- |
| 1997 | ドラマ・デスク賞 | 再演ミュージカル賞     | 再演ミュージカル賞           | 受賞       |
| 1997 | ドラマ・デスク賞 | ミュージカル男優賞     | ジェイムス・ノートン         | ノミネート |
| 1997 | ドラマ・デスク賞 | ミュージカル女優賞     | ビビ・ニューワース           | 受賞       |
| 1997 | ドラマ・デスク賞 | ミュージカル助演男優賞 | ジョエル・グレイ             | 受賞       |
| 1997 | ドラマ・デスク賞 | ミュージカル助演女優賞 | マーシャ・ルイス             | ノミネート |
| 1997 | ドラマ・デスク賞 | 振付賞                 | アン・ランキン               | 受賞       |
| 1997 | ドラマ・デスク賞 | ミュージカル演出賞     | ウォルター・ボビー           | 受賞       |
| 1997 | ドラマ・デスク賞 | 照明デザイン賞         | ケン・ビリントン             | 受賞       |
| 1997 | トニー賞         | 再演ミュージカル作品賞 | 再演ミュージカル作品賞       | 受賞       |
| 1997 | トニー賞         | ミュージカル主演男優賞 | ジェイムス・ノートン         | 受賞       |
| 1997 | トニー賞         | ミュージカル主演女優賞 | ビビ・ニューワース           | 受賞       |
| 1997 | トニー賞         | ミュージカル助演女優賞 | マーシャ・ルイス             | ノミネート |
| 1997 | トニー賞         | ミュージカル演出賞     | ウォルター・ボビー           | 受賞       |
| 1997 | トニー賞         | 振付賞                 | アン・ランキン               | 受賞       |
| 1997 | トニー賞         | 衣装デザイン賞         | ウィリアム・アイヴィ・ロング | ノミネート |
| 1997 | トニー賞         | 照明デザイン賞         | ケン・ビリントン             | 受賞       |

### 1997年、ウエスト・エンド再演
| 年   | 賞                       | 部門                           | ノミネート者                   | 結果       |
| ---- | ------------------------ | ------------------------------ | ------------------------------ | ---------- |
| 1997 | ローレンス・オリヴィエ賞 | ミュージカル・プロダクション賞 | ミュージカル・プロダクション賞 | 受賞       |
| 1997 | ローレンス・オリヴィエ賞 | ミュージカル男優賞             | ヘンリー・グッドマン           | ノミネート |
| 1997 | ローレンス・オリヴィエ賞 | ミュージカル女優賞             | ウテ・ランパー                 | 受賞       |
| 1997 | ローレンス・オリヴィエ賞 | ミュージカル女優賞             | ルシー・ハンシェル             | ノミネート |
| 1997 | ローレンス・オリヴィエ賞 | 演出賞                         | ウォルター・ボビー             | ノミネート |
| 1997 | ローレンス・オリヴィエ賞 | 振付賞                         | アン・ランキン                 | ノミネート |
| 1997 | ローレンス・オリヴィエ賞 | 衣装デザイン賞                 | ウィリアム・アイヴィ・ロング   | ノミネート |